# 129807 Stefanodougherty
129807 Stefanodougherty este o planetă minoră (asteroid) din centura de asteroizi. A fost descoperită pe 17 mai 1999 la Catalina Station⁠(d) de Catalina Sky Survey. 
Obiectul prezintă o orbită caracterizată de o semiaxă mare de 2,4064498763762 UAi, o excentricitate de 0,17, o înclinație de 2,1 ° în raport cu ecliptica.